# Eragrostis punctiglandulosa
Eragrostis punctiglandulosa är en gräsart som beskrevs av Thomas Arthur Cope. Eragrostis punctiglandulosa ingår i släktet kärleksgrässläktet, och familjen gräs. Inga underarter finns listade i Catalogue of Life.